# Bill Macy
Pour les articles homonymes, voir Macy.
Bill Macy, nom de scène de Wolf Martin Garber, est un acteur américain né le 18 mai 1922 à Revere dans le Massachusetts et mort le 17 octobre 2019 à Los Angeles (Californie).

## Biographie
Bill Macy est né à Revere dans le Massachusetts en mai 1922, de Mollie (née Friedopfer) (1889-1986) et de Michael Garber (1884-1974), un fabricant. Il a été élevé à Brooklyn (New York) et a travaillé comme chauffeur de taxi avant de poursuivre une carrière d'acteur.
Bill Macy a interprété Walter Findlay, le mari du personnage principal dans la comédie télévisée télévisée des années 1970, Maude, avec Beatrice Arthur.
Il meurt le 17 octobre 2019 à l'âge de 97 ans à Los Angeles (Californie).

## Filmographie
- 1956 : The Edge of Night (série télévisée) : Cab driver (unknown episodes, 1966)
- 1968 : Les Producteurs (The Producers) : Jury foreman
- 1972 : Oh! Calcutta! : Monte / Physican
- 1972 : Maude (série télévisée) : Walter Findlay (unknown episodes)
- 1975 : All Together Now (TV) : Charles Drummond
- 1976 : Death at Love House (en) (TV) : Oscar Payne
- 1977 : Diary of a Young Comic (en) (TV)
- 1977 : Le Chat connaît l'assassin (The Late Show) : Charlie Hatter
- 1979 : The Fantastic Seven (en) (TV) : Frank Wallach
- 1979 : Un vrai schnock (The Jerk) : Stan Fox
- 1980 : Serial (en) : Sam Stone
- 1980 : The Scarlett O'Hara War (TV) : Myron Selznick
- 1982 : The Day the Bubble Burst (TV) : Mr. Goldberger
- 1982 : Où est passée mon idole? (My Favorite Year) : Sy Benson
- 1983 : Hotel (série télévisée) : Herman Wells
- 1985 : Movers & Shakers : Sid Spokane
- 1985 : Bad Medicine : Dr Gerald Marx
- 1987 : Nothing in Common (série télévisée) : Max Basner
- 1987 : Perry Mason: The Case of the Murdered Madam (it) (TV) : Richard Wilson
- 1990 : L'Amour dans de beaux draps (Sibling Rivalry) : Pat
- 1991 : Le Docteur (The Doctor) de Randa Haines : Dr Al Cade
- 1992 : Me, Myself and I (en) : Sydney
- 1993 : Columbo : Le meurtre aux deux visages (Columbo: It's All in the Game) (TV)  : Ruddick
- 1999 : Mafia blues (Analyze This) : Dr Isaac Sobel
- 2004 : Famille à louer (Surviving Christmas) : Doo-Dah
- 2005 : Early Bird (TV) : Harold
- 2006 : The Holiday : Ernie